# Lithobius cretaicus
Lithobius cretaicus är en mångfotingart som beskrevs av Matic 1980. Lithobius cretaicus ingår i släktet Lithobius och familjen stenkrypare. Inga underarter finns listade i Catalogue of Life.